# Guerras búlgaro-serbias
Las guerras búlgaro-serbias fueron una serie de conflictos que tuvieron lugar entre el Imperio búlgaro y los Estados medievales serbios de Raška, Doclea y el Reino de Serbia entre los siglos IX y el XIV. Las contiendas se libraron en los Balcanes occidentales, más concretamente, en el oeste de las actuales Serbia, Bosnia y Kosovo.
Hasta el siglo XII, los Estados serbios eran dependientes y estaban fuertemente influenciados por las potencias dominantes de los Balcanes, Bulgaria y el Imperio bizantino. Los soberanos de estos dos países trataron de dominar a los príncipes serbios a fin de usarlos en sus guerras. La primera contienda entre búlgaros y serbios se produjo durante el reinado del kan Presian, entre 839 y 842, desencadenada por las intrigas de  la diplomacia bizantina. Más tarde, después de una serie de campañas de Simeón I de Bulgaria, el emperador destruyó el estado serbio en 924. Pedro I restauró la independencia de Serbia en 931 y la entregó a su protegido Čáslav Klonimirović. Los territorios serbios fueron sometidos de nuevo por el emperador Samuel en 998.
En el siglo XIII, Stefan Dragutin y su hermano Stefan Milutin lucharon como vasallos de Hungría contra los señores búlgaros de Belgrado y Braničevo, Darman y Kudelin y los vencieron. En 1327 los emperadores de Bizancio y Bulgaria firmaron una alianza contra los serbios para detener el creciente poder de Serbia, pero en 1330 Stefan Dečanski venció al emperador búlgaro Miguel III Shishman en la batalla de Velbazhd.

## Guerra de 839-842
La primera guerra entre búlgaros y serbios se libró entre 839 y 842. Según fuentes bizantinas, ambos pueblos habían coexistido pacíficamente hasta ese momento. El conflicto fue el resultado de las medidas bizantinas para evitar la expansión de Bulgaria en sus provincias del suroeste. Después que los búlgaros tomaran el oeste de Macedonia, los serbios temieron ser absorbidos por el gran Imperio búlgaro. Su kniaz Vlastimir logró unir a varias tribus serbias; el emperador bizantino Teófilo, que era oficialmente señor de las tribus serbias, apoyó a Vlastimir en sus intentos por unificar a los serbios y, probablemente, les concedió la independencia con el objetivo de crear una amenaza para los búlgaros.
El kan búlgaro Presian decidió eliminar la creciente influencia bizantina sobre los serbios y los atacó en 839. La guerra duró tres años y Presian no logró nada, pese perder en la contienda parte de su ejército. Sin embargo, los bizantinos sí alcanzaron su objetivo: la atención búlgara se había desviado de las tierras del imperio, lo que les permitió concentrarse en afrontar las rebeliones eslavas en el Peloponeso. La guerra terminó con la muerte de Teófilo en 842, que por un lado liberaba a Vlastimir de sus obligaciones con el emperador y por el otro dio oportunidad a los búlgaros de atacar el Imperio bizantino y anexar los territorios de Ohrid, Bitola y Devol en 842-843.

## Campaña de Boris I

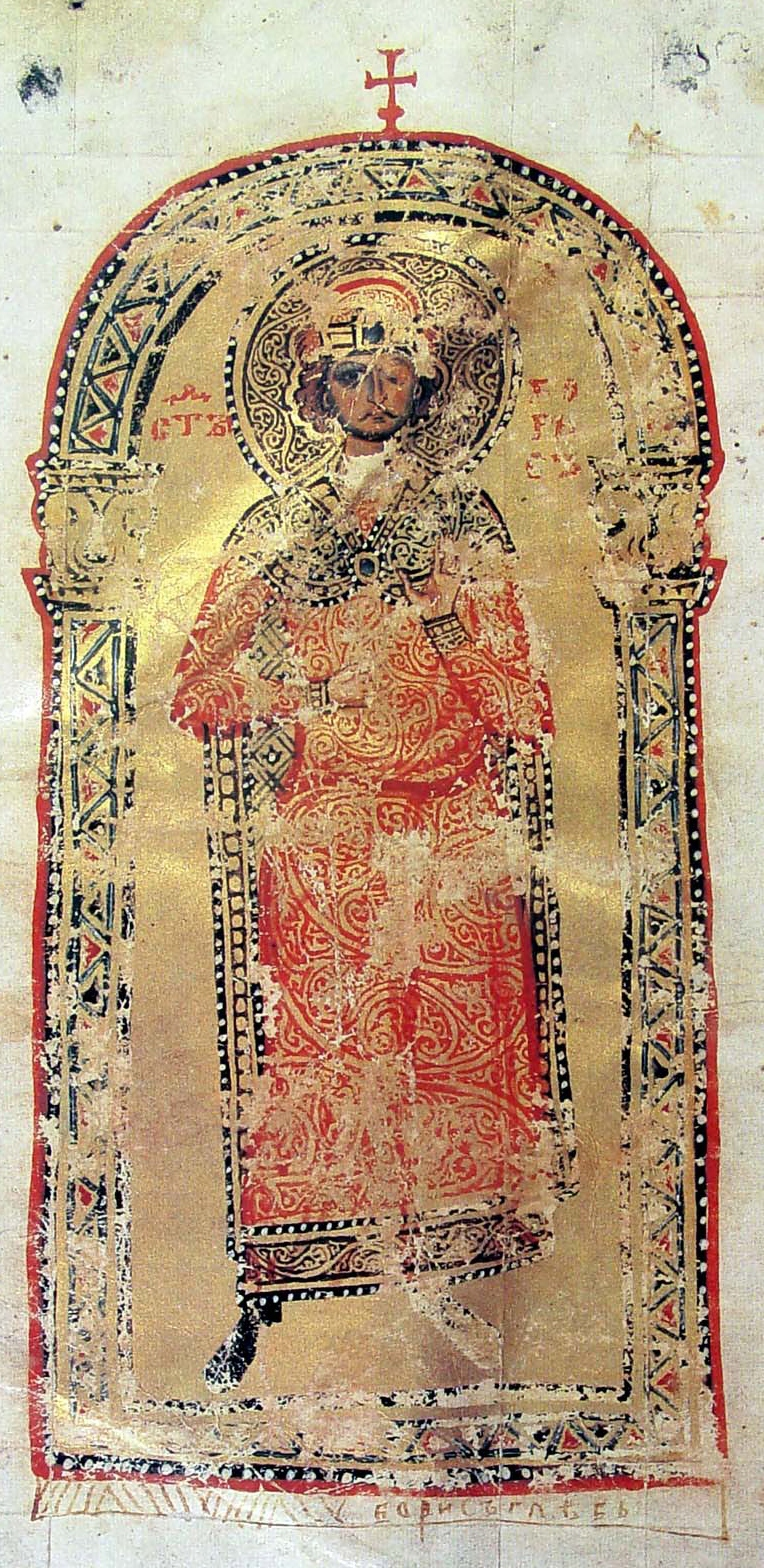
Boris I.

Después de la muerte de Vlastimir aproximadamente en 850, su Estado se dividió entre sus hijos Mutimir, Strojimir y Gojnik y el nuevo gobernante búlgaro Boris I atacó a los serbios. Boris quería aprovechar la debilidad de Serbia y sustituir en ella la influencia bizantina por la búlgara. Sin embargo, la campaña resultó ser un desastre: los serbios derrotaron al ejército búlgaro y capturaron al hijo de Boris, Vladimir, y a doce importantes boils.  Para recuperar a su hijo, Boris firmó un tratado de paz con los serbios y ambas partes intercambiaron presentes. No se produjeron cambios territoriales y el soberano búlgaro probablemente abandonó sus ambiciones de conquistar a los serbios. Pese a ello, los búlgaros uno de sus objetivos: los serbios rescindieron su alianza con Bizancio. Boris y Mutumir establecieron relaciones de amistad y este último fue respaldado por los búlgaros en su lucha contra sus dos hermanos; Mutimir aplastó la rebelión de estos, que fueron exiliados a la corte búlgara.

## Campañas de Simeón I
En 917 los bizantinos lograron sobornar al príncipe serbio Pedro Gojniković, que era un aliado de Simeón I. Después de que el ejército bizantino fuera aniquilado en la batalla de Anquialo el 20 de agosto de ese año, el emperador búlgaro tuvo que retrasar su marcha a Constantinopla con el fin de asegurar su frontera occidental. En el otoño de 917, Simeón envió un ejército al mando de los generales Teodoro Sigritsa y Marmais para invadir Serbia y castigar a Gojniković por su traición. Los generales búlgaros convencieron a Pedro Gojniković de acudir a una entrevista pero, cuando el príncipe serbio llegó, fue capturado y llevado a Preslav, donde murió encarcelado. Los búlgaros instalaron en su lugar al primo de Pedro, Pablo Branović, al que protegía Simeón.
En 921, momento en el que los búlgaros había arrebatado casi todos los Balcanes a los bizantinos, estos últimos intentaron una vez atizar a los serbios contra Bulgaria. Romano Lecapeno envió a Zacarias Pribisavljević contra Pablo, que era leal a Simeón, pero fue derrotado y desterrado a Bulgaria; el soberano búlgaro deseaba tenerlo disponible por si Pablo lo traicionaba. Sin embargo, los bizantinos lograron sobornar a Pablo Branović y, mientras que los búlgaros estaban sitiando Adrianópolis, los serbios comenzaron las hostilidades contra Bulgaria; esta vez Simeón sofocó fácilmente la rebelión enviando a Zacarias con un ejército a Serbia. Pablo fue derrotado y su trono lo ocupó Zacarias.
Los historiadores bizantinos escribieron que Zacarias «después de haber recordado la benevolencia del emperador bizantino, inmediatamente se rebeló contra los búlgaros, porque no quería someterse a ellos, ya que prefiría ser vasallo del emperador bizantino». Enojado con su traición, Simeón envió un ejército dirigido por Teodoro Sigritsa y Marmais para aplastar a los serbios, pero los búlgaros fueron emboscados, vendidos y las cabezas de sus comandantes enviadas a Constantinopla. Simeón fingió que estaba dispuesto a firmar la paz con el Imperio bizantino y al mismo tiempo reunió un gran ejército contra los serbios, que entregó a los generales Knin, Imnik e Itsvoklius, a los que acompañó el nuevo pretendiente del trono serbio, Caslav Klonimirović. Cuando las nuevas noticias de los preparativos llegaron a oídos de Zacarias, inmediatamente huyó a Croacia. Esta vez los búlgaros conquistaron todo el principado serbio. Los nobles serbios fueron persuadidos para entrevistarse con Caslav; cuando acudieron a verlo, todos, incluido el pretendiente, fueron apresados y llevados a Preslav. El ejército búlgaro devastó Serbia y deportó a parte de la población a Bulgaria, mientras que otra escapó a Croacia y Bizancio. Serbia quedó incluida en las fronteras del Imperio búlgaro, por un período de tres años, hasta que Caslav Klonimirovic se fugó de Preslav, se rebeló contra Pedro I de Bulgaria, lo vendió y restauró el reino serbio.

## Campañas de Samuel

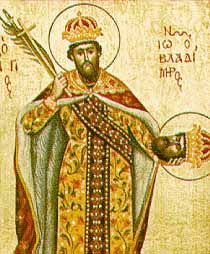
El príncipe Jovan Vladimir.

Después de la derrota de Esperqueo en 996 frente los bizantinos, el emperador búlgaro Samuel dirigió su atención a los principados serbio y croata en el noroeste, donde la influencia bizantina era muy fuerte.
En 998 invadió el principado serbio de Doclea, cuyo señor era el príncipe Jovan Vladimir. Los serbios no fueron capaces de resistir al ejército búlgaro y Jovan Vladimir se refugió con su pueblo en la montaña Oblica. Cuando Samuel llegó al principado, dejó parte de su ejército para proteger el flanco de una posible acometida de los serbios y, con el resto de sus tropas, sitió la fortaleza costera de Dulcingo. Para evitar más derramamiento de sangre, los búlgaros solicitaron la rendición de Jovan Vladimir, que en un principio se negó a claudicar; luego, cuando evidenció que los nobles estaban dispuestos a traicionarlo, se entregó a Samuel. Esto lo desterró en sus palacios de Prespa. A continuación, los búlgaros tomaron Kotor y partieron hacia Dubrovnik y Dalmacia.
Durante el cautiverio de Jovan Vladimir, una de las hijas de Samuel, Teodora Kosara, se enamoró del joven príncipe serbio; Samuel dio su beneplácito al matrimonio de ambos. A Jovan Vladimir se le permitió regresar a sus tierras como funcionario búlgaro, bajo la supervisión de un hombre de confianza del emperador búlgaro, Dragomir. Sin embargo, en 1016 fue asesinado por el nuevo emperador búlgaro Iván Vladislav, que temía que Vladimir pudiese pretender el trono.

## Conflictos en el siglo XIII

Límites fronterizos entre el Imperio búlgaro (verde oscuro) y el Reino de Serbia (naranja) en 1265.

Los primeros enfrentamientos entre el restaurado Imperio búlgaro y los serbios, que actuaban como vasallos de Hungría, se disputaron en 1202. Emerico de Hungría aprovechó la ausencia del emperador búlgaro Kaloján, enfrascado en ciertas campañas militares, para apoderarse de las ciudades búlgaras de Belgrado, Branicevo y Niš. Esta última se la entregó a su vasallo el zupan serbio Valkan. Sin embargo, al año siguiente, el ejército búlgaro expulsó a los serbios de Niš y venció a los húngaros en la batalla de Morava.
En 1289 los húngaros pidieron a su vasallo Stefan Dragutin que acometiese a los nobles búlgaros Darman y Kudelin, señores de la provincia de Branicevo, que los habían derrotado anteriormente. En 1290 Dragutin invadió la provincia, pero fue vencido por Darman y Kudelin que, a su vez, se vengaron de la invasión talando sus tierras. Dragutin tuvo que solicitar el auxilio de su hermano Esteban Milutin, el rey de Serbia. Juntos debelaron  al año siguiente a los búlgaros que, que se refugiaron en Vidin. El déspota de Vidin también combatió a los serbios, pero sin fortuna, pues estos saquearon su capital. Bulgaria perdió definitivamente las provincias de Belgrado y Branicevo.

## Guerra de 1330

Los Balcanes en 1355, momento en el que Serbia alcanzó su mayor extensión.

A partir de 1291 los dos Estados mantuvieron relaciones amistosas. En 1296 el emperador búlgaro Smilets casó a su hija de Teodora con el futuro rey de Serbia, Esteban Uroš III Dečanski. La hermana de Dečanski Ana Neda estaba casada con el emperador búlgaro Miguel III Shishman. Sin embargo, el crecimiento del Reino de Serbia a finales del siglo XIII y principios del XIV causó gran preocupación en las cortes de Tarnovo y Constantinopla; los serbios aprovecharon la crisis interna y externa de los dos imperios para extenderse por el norte de Macedonia.
El 13 de mayo de 1327, Miguel Shishman y Andrónico III Paleólogo firmaron un tratado contra Serbia y acordaron emprender una campaña conjunta contra ella. Pese a las diferencias posteriores entre los dos soberanos, la liga se confirmó en octubre de 1328. La campaña comenzó en julio de 1330 cuando los bizantinos invadieron la Serbia meridional; tras conquistar varias fortalezas, Andrónico III ordenó detener la campaña. Mientras tanto, el ejército búlgaro, que contaba con unos quince mil hombres, atacó al enemigo desde el este. El 24 de julio los ejércitos búlgaro y serbio (que ascendía a unos dieciocho mil hombres) se encontraron cerca de la ciudad de Velbazhd (Kyustendil). A pesar de la tregua de un día acordada por los dos monarcas, los serbios la quebrantaron y se abatieron sobre los búlgaros, que se habían dispersado para buscar provisiones. Cogidos por sorpresa y superados en número, los búlgaros trataron de repeler el ataque, pero fueron vencidos; el emperador Miguel Shishman, herido en la lid, fue apresado por los vencedores y murió cuatro días después.
A pesar de su victoria, los serbios no penetraron en Bulgaria, ya que Esteban Dečanski no se atrevió a combatir con las reservas búlgaras que mandaban el hermano del emperador y déspota de Vidin, Belaur, y el déspota de Lovech, Iván Alejandro. Después de las cortas negociaciones celebradas cerca del castillo de Izvor, Belaur y Dečanski rubricaron un tratado de paz según el cual el trono búlgaro lo heredaría el hijo de Miguel Shishman y Ana Neda, Iván Esteban. Bulgaria no perdió territorio, pero fue incapaz de detener la expansión de Serbia en Macedonia.

## Conclusión
La batalla de Velbazhd marcó el principio de un período de veinte años de duración en el que, por primera vez, Serbia fue la potencia dominante de los Balcanes. Su nuevo rey Esteban Dušan conquistó Macedonia, Epiro, y Tesalia en 1331 y en 1346 fue coronado emperador con la ayuda de los búlgaros. Después de su muerte en 1355, su imperio se dividió en varios Estados independientes, al igual que Bulgaria al fallecer Iván Alejandro en 1371. En el siglo XV los dos Estados fueron destruidos por los turcos otomanos.